# Brieulles-sur-Bar
Brieulles-sur-Bar est une commune française située dans le département des Ardennes, en région Grand Est.

## Géographie
| Les Petites-Armoises            | Sy                | Verrières        |
| Belleville-et-Châtillon-sur-Bar | Brieulles-sur-Bar | Saint-Pierremont |
|                                 |                   | Authe            |

### Hydrographie
La commune est dans le bassin versant de la Meuse au sein du bassin Rhin-Meuse. Elle est drainée par la Bar, le ruisseau la Bièvre, le ruisseau d'Ecogne et le canal de la Fosse Marat,.
La Bar, d'une longueur de 62 km, prend sa source dans la commune de Harricourt et se jette  dans la Meuse à Dom-le-Mesnil, après avoir traversé 20 communes.

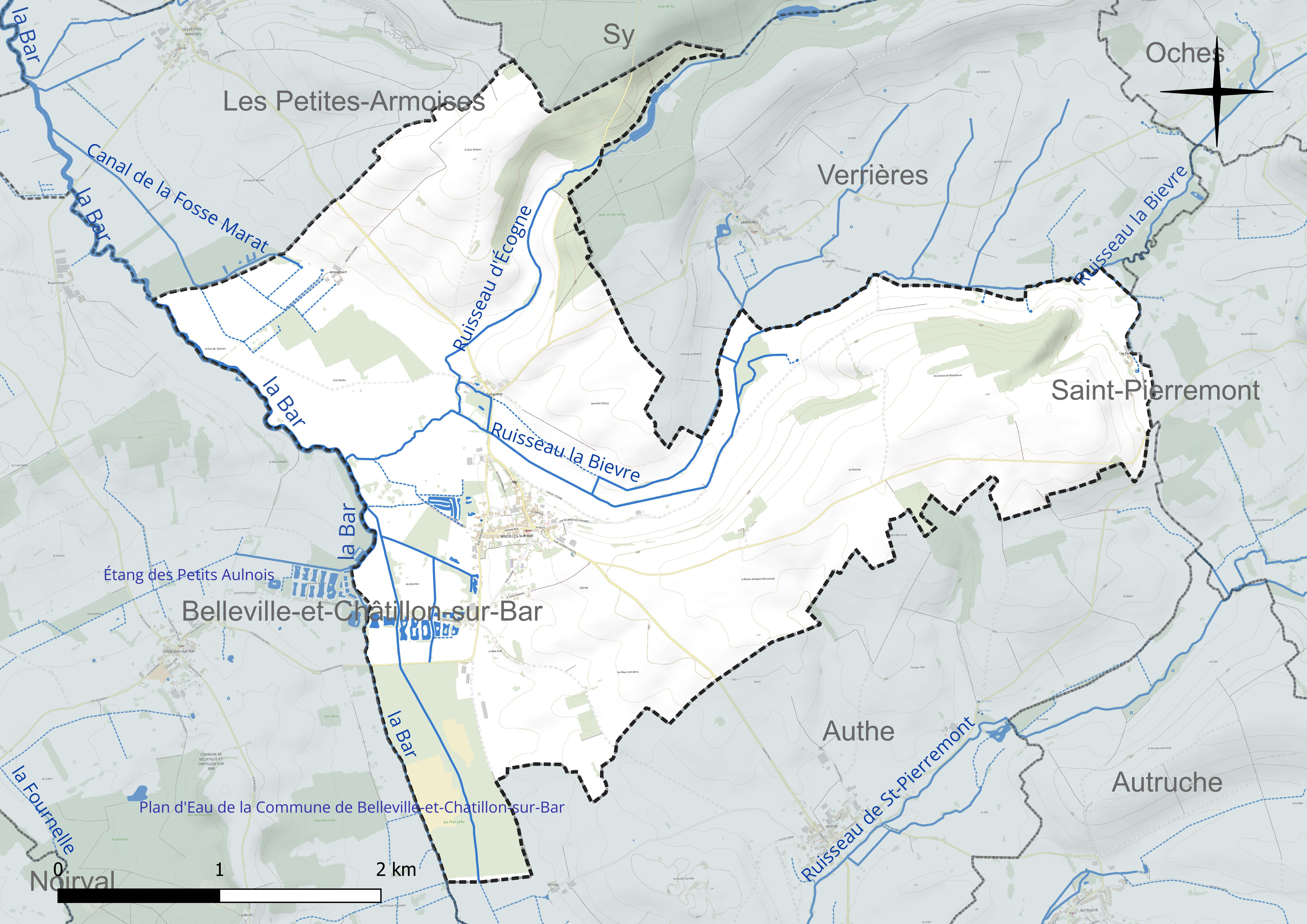
Réseau hydrographique de Brieulles-sur-Bar.

La Bièvre, d'une longueur de 12 km, prend sa source dans la commune de La Berlière et se jette  dans la Bar sur la commune, après avoir traversé cinq communes.

### Climat
Pour des articles plus généraux, voir Climat du Grand Est et Climat des Ardennes.
En 2010, le climat de la commune est de type climat des marges montargnardes, selon une étude du Centre national de la recherche scientifique s'appuyant sur une série de données couvrant la période 1971-2000. En 2020, Météo-France publie une typologie des climats de la France métropolitaine dans laquelle la commune est exposée à un climat océanique altéré et est dans la région climatique Lorraine, plateau de Langres, Morvan, caractérisée par un hiver rude (1,5 °C), des vents modérés et des brouillards fréquents en automne et hiver.
Pour la période 1971-2000, la température annuelle moyenne est de 9,8 °C, avec une amplitude thermique annuelle de 16,3 °C. Le cumul annuel moyen de précipitations est de 899 mm, avec 13,4 jours de précipitations en janvier et 9,3 jours en juillet. Pour la période 1991-2020, la température moyenne annuelle observée sur la station météorologique de Météo-France la plus proche, « Buzancy_sapc », sur la commune de Buzancy à 9 km à vol d'oiseau, est de 10,9 °C et le cumul annuel moyen de précipitations est de 862,0 mm. 
La température maximale relevée sur cette station est de 40,7 °C, atteinte le 25 juillet 2019 ; la température minimale est de −15,8 °C, atteinte le 20 décembre 2009,,.
Les paramètres climatiques de la commune ont été estimés pour le milieu du siècle (2041-2070) selon différents scénarios d'émission de gaz à effet de serre à partir des nouvelles projections climatiques de référence DRIAS-2020. Ils sont consultables sur un site dédié publié par Météo-France en novembre 2022.

## Urbanisme

### Typologie
Au 1er janvier 2024, Brieulles-sur-Bar est catégorisée commune rurale à habitat dispersé, selon la nouvelle grille communale de densité à 7 niveaux définie par l'Insee en 2022.
Elle est située hors unité urbaine et hors attraction des villes,.

### Occupation des sols
L'occupation des sols de la commune, telle qu'elle ressort de la base de données européenne d’occupation biophysique des sols Corine Land Cover (CLC), est marquée par l'importance des territoires agricoles (85 % en 2018), une proportion sensiblement équivalente à celle de 1990 (85,1 %). La répartition détaillée en 2018 est la suivante : 
terres arables (55 %), prairies (29,9 %), forêts (6,4 %), milieux à végétation arbustive et/ou herbacée (5,6 %), zones urbanisées (2 %), zones humides intérieures (0,9 %), zones agricoles hétérogènes (0,1 %). L'évolution de l’occupation des sols de la commune et de ses infrastructures peut être observée sur les différentes représentations cartographiques du territoire : la carte de Cassini (XVIIIe siècle), la carte d'état-major (1820-1866) et les cartes ou photos aériennes de l'IGN pour la période actuelle (1950 à aujourd'hui).

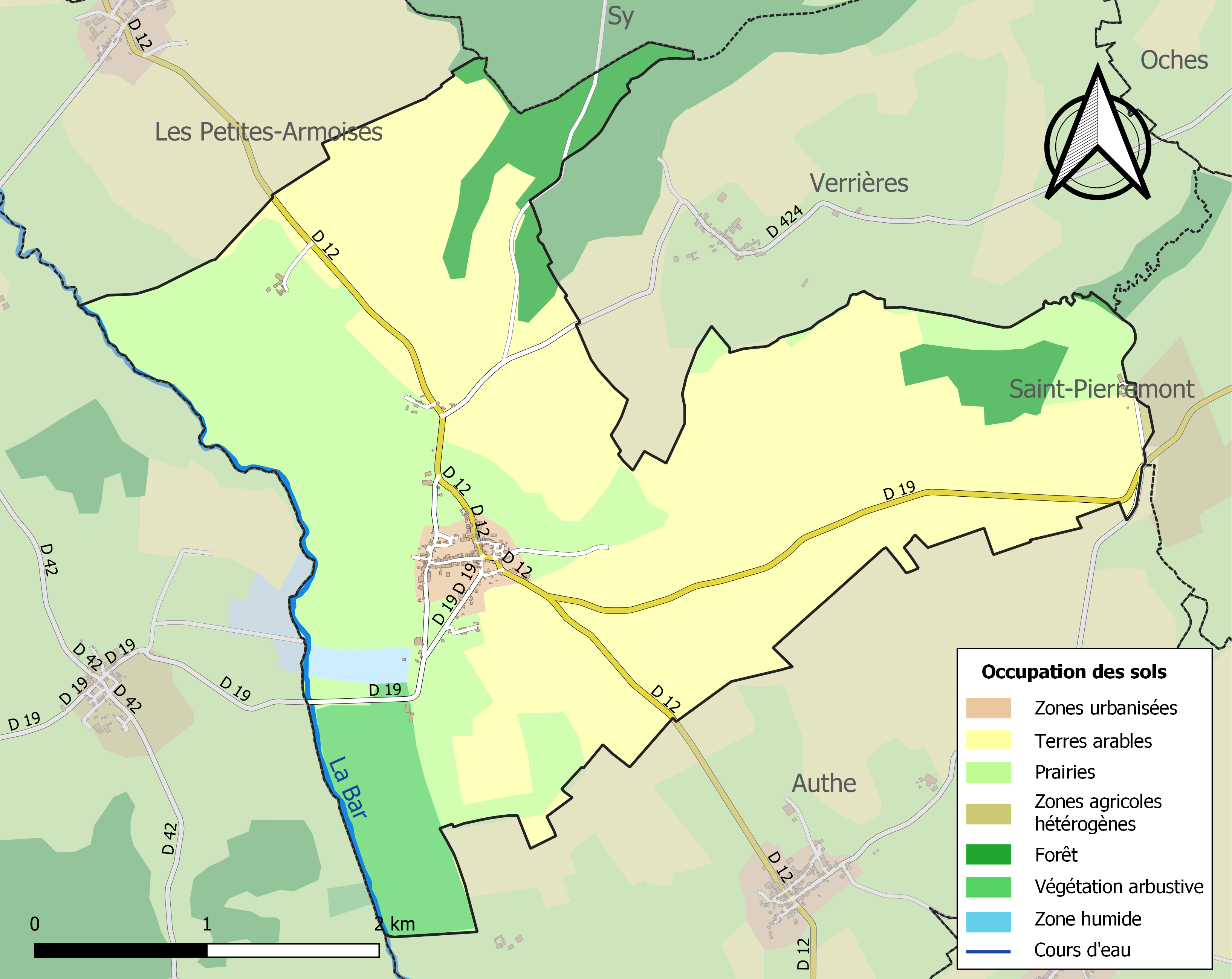
Carte des infrastructures et de l'occupation des sols de la commune en 2018 (CLC).

## Toponymie
Le nom de la localité est attesté sous la forme Biodro à l'époque mérovingienne, Briola en 1145, Brioloe en 1291, Bruelles en 1310, Bruyelles en 1404, Brieul en 1425, Bryeulles en 1539.
Du gaulois briva « pont » et -ó - durum « porte, ville fortifiée » sur lequel s'est exercée l’attraction de la finale -eule complétée d’un -s parasite ou du Gaulois brogilo (cf. breuil) signifiant « talus, bordure », « taillis », « bord de rivière boisé ».
La Bièvre se jette  dans la Bar sur la commune. La Bar est une rivière du département des Ardennes, affluent en rive gauche de la Meuse.

## Histoire
31 aout 1914 : combat de Brieulles, où le 21e régiment d'infanterie colonial fut engagé.[réf. nécessaire]

## Politique et administration
| Période                                  | Période                   | Identité                                     | Étiquette | Qualité |
| ---------------------------------------- | ------------------------- | -------------------------------------------- | --------- | ------- |
| 1879                                     |                           | M. Hannotin                                  |           | notaire |
| avant 1981                               | ?                         | Jean Polet                                   |           |         |
| avant 1995                               | mars 2014                 | Pierre Guéry                                 |           |         |
| mars 2014                                | En cours (au 26 mai 2020) | Alain Sembeni Réélu pour le mandat 2020-2026 |           |         |
| Les données manquantes sont à compléter. |                           |                                              |           |         |

## Démographie
L'évolution du nombre d'habitants est connue à travers les recensements de la population effectués dans la commune depuis 1793. Pour les communes de moins de 10 000 habitants, une enquête de recensement portant sur toute la population est réalisée tous les cinq ans, les populations de référence des années intermédiaires étant quant à elles estimées par interpolation ou extrapolation. Pour la commune, le premier recensement exhaustif entrant dans le cadre du nouveau dispositif a été réalisé en 2006.

En 2022, la commune comptait 224 habitants, en évolution de +4,67 % par rapport à 2016 (Ardennes : −2,97 %, France hors Mayotte : +2,11 %).
| 1793 | 1800 | 1806 | 1821 | 1831 | 1836 | 1841 | 1846 | 1851 |
| ---- | ---- | ---- | ---- | ---- | ---- | ---- | ---- | ---- |
| 468  | 523  | 570  | 570  | 55   | 548  | 502  | 522  | 516  |

| 1866 | 1872 | 1876 | 1881 | 1886 | 1891 | 1896 | 1901 | 1906 |
| ---- | ---- | ---- | ---- | ---- | ---- | ---- | ---- | ---- |
| 545  | 526  | 521  | 513  | 506  | 456  | 463  | 450  | 462  |

| 1911 | 1921 | 1926 | 1931 | 1936 | 1946 | 1954 | 1962 | 1968 |
| ---- | ---- | ---- | ---- | ---- | ---- | ---- | ---- | ---- |
| 462  | 330  | 332  | 324  | 320  | 308  | 313  | 249  | 239  |

| 1975 | 1982 | 1990 | 1999 | 2006 | 2011 | 2016 | 2021 | 2022 |
| ---- | ---- | ---- | ---- | ---- | ---- | ---- | ---- | ---- |
| 196  | 196  | 175  | 202  | 218  | 186  | 214  | 225  | 224  |

## Héraldique
| Armes de Brieulles-sur-Bar | Les armes de Brieulles-sur-Bar se blasonnent ainsi : De gueules à l’arbre arraché d’or chargé d’une lettre B capitale du champ, surmonté d’une fleur de lys d’or accostée de deux râteaux démanchés de six dents du même. |

## Lieux et monuments
- Église Notre-Dame de Brieulles-sur-Bar : église du XVIe siècle, de type fortifié. L'édifice est inscrit au titre des monuments historiques en 1926[28].
- Château-ferme de Brieulles-sur-Bar. L'édifice est inscrit au titre des monuments historiques en 1945[29].

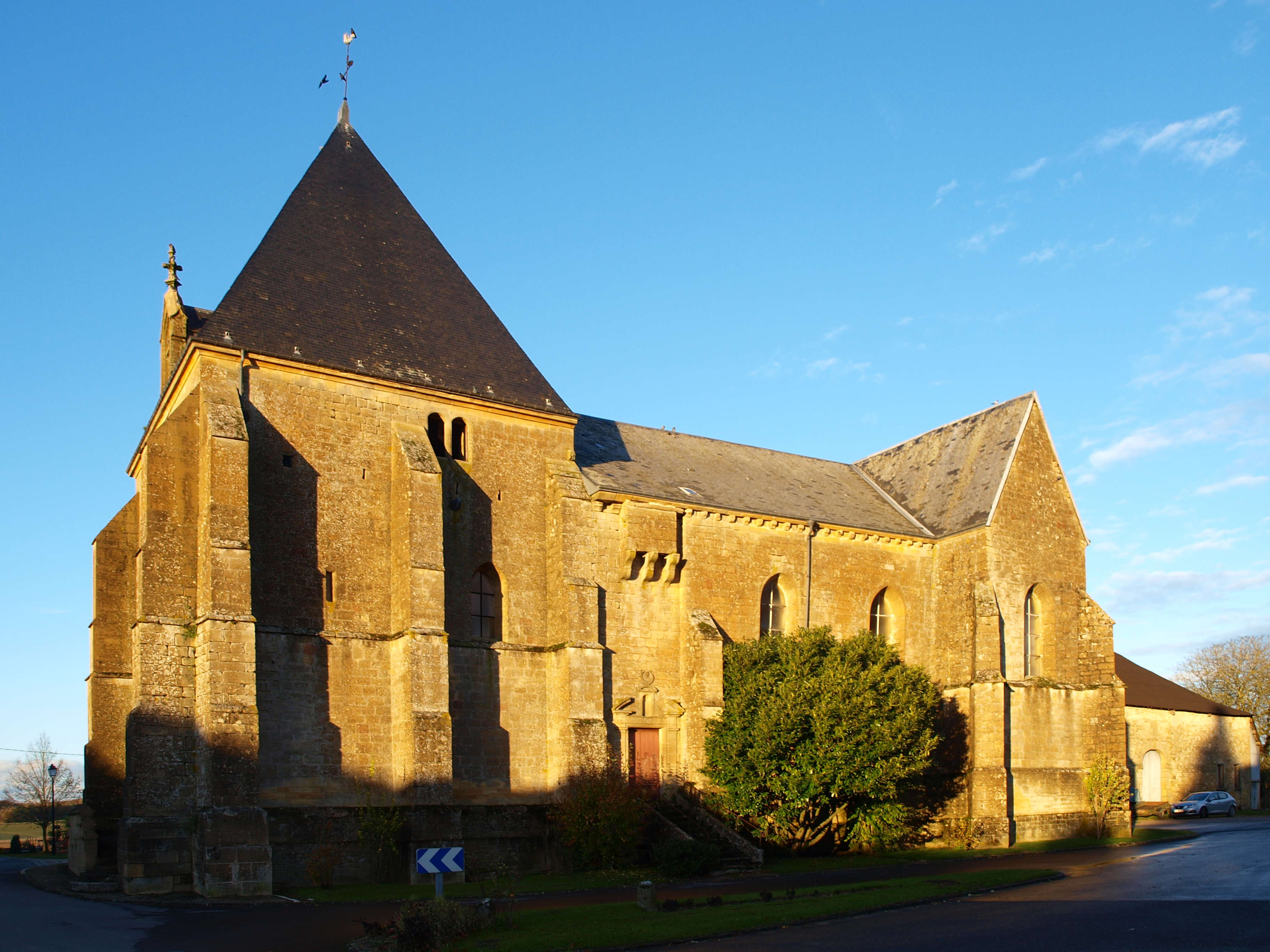
Église Notre-Dame.
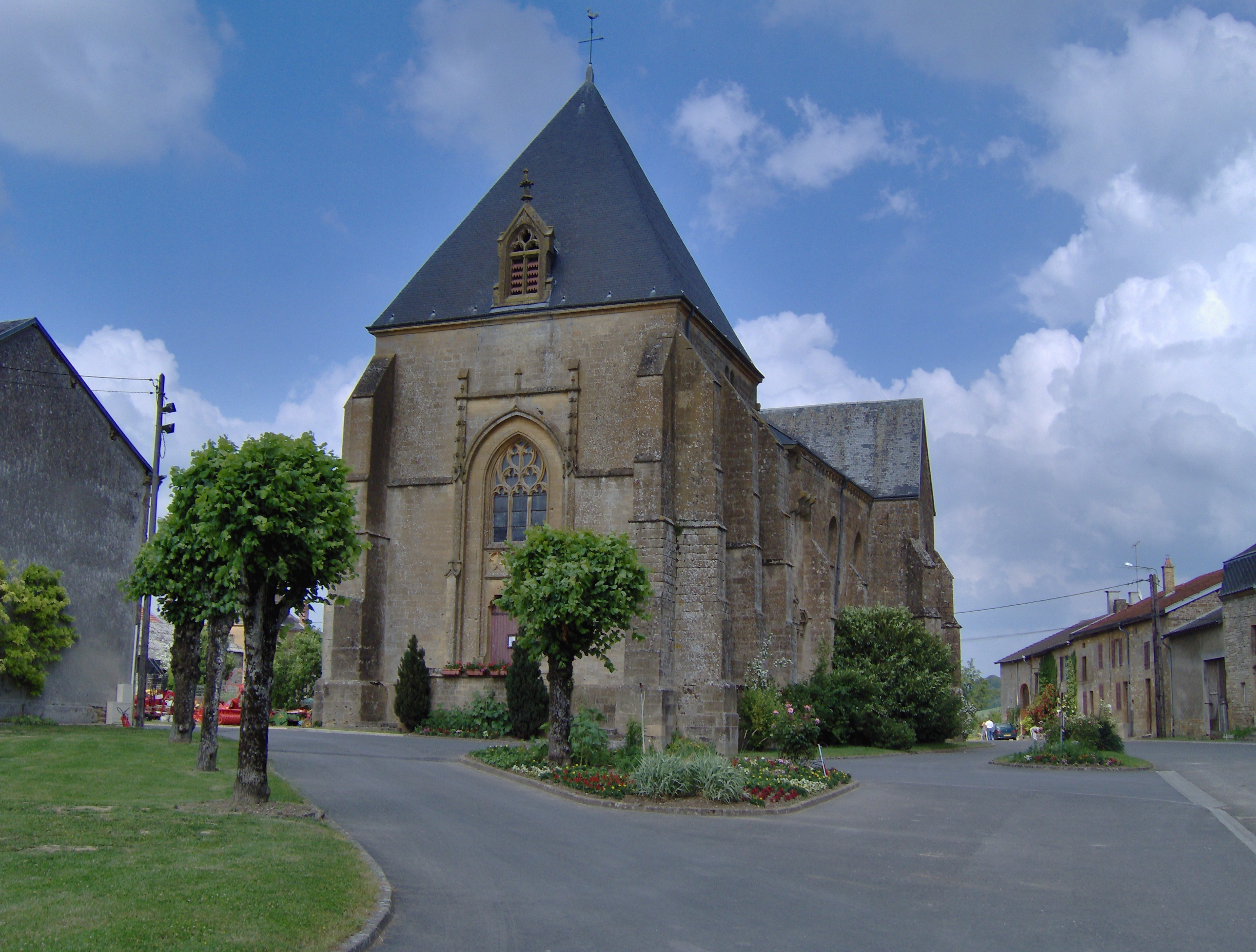
Église Notre-Dame.
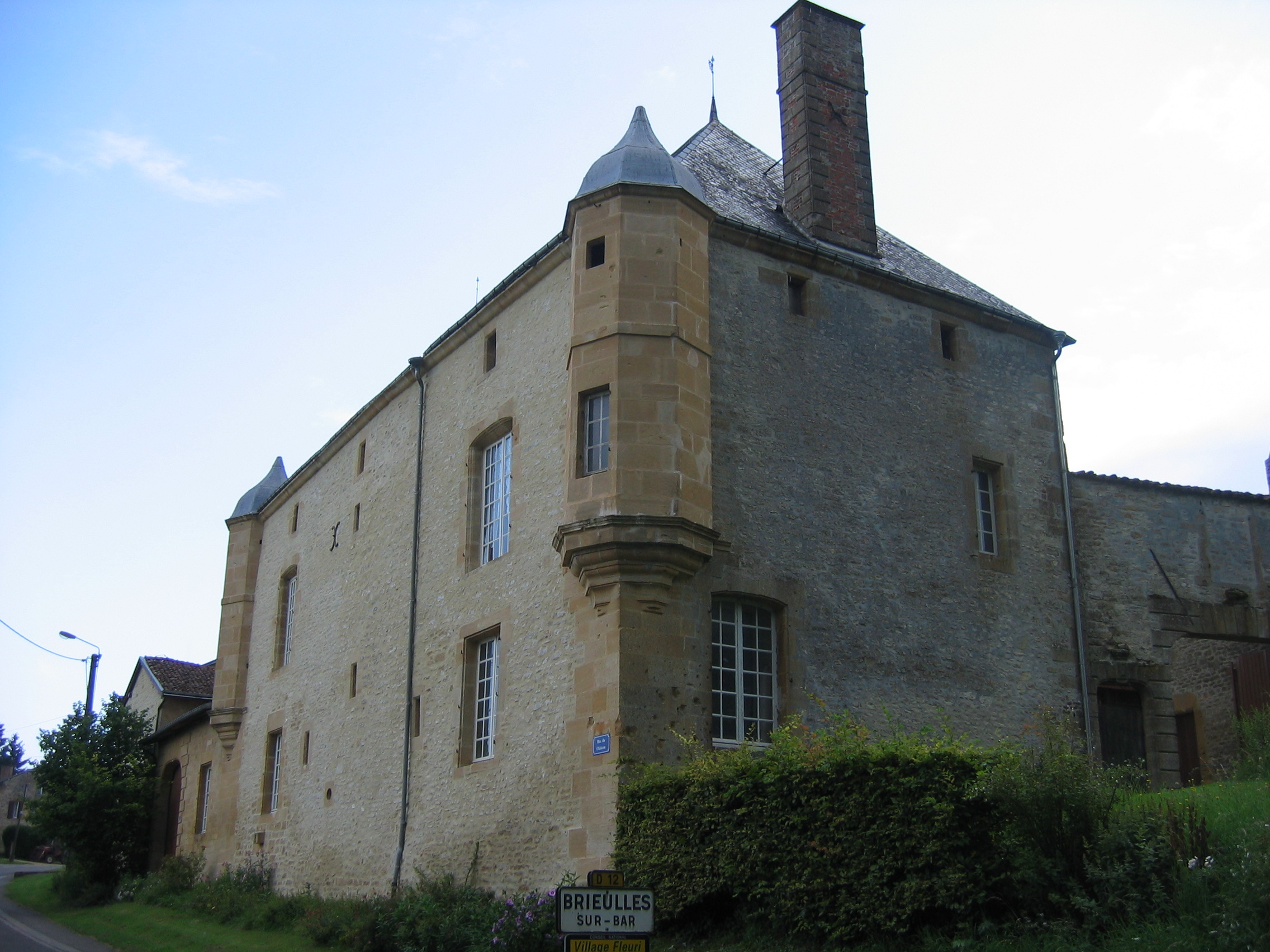
Château-ferme.
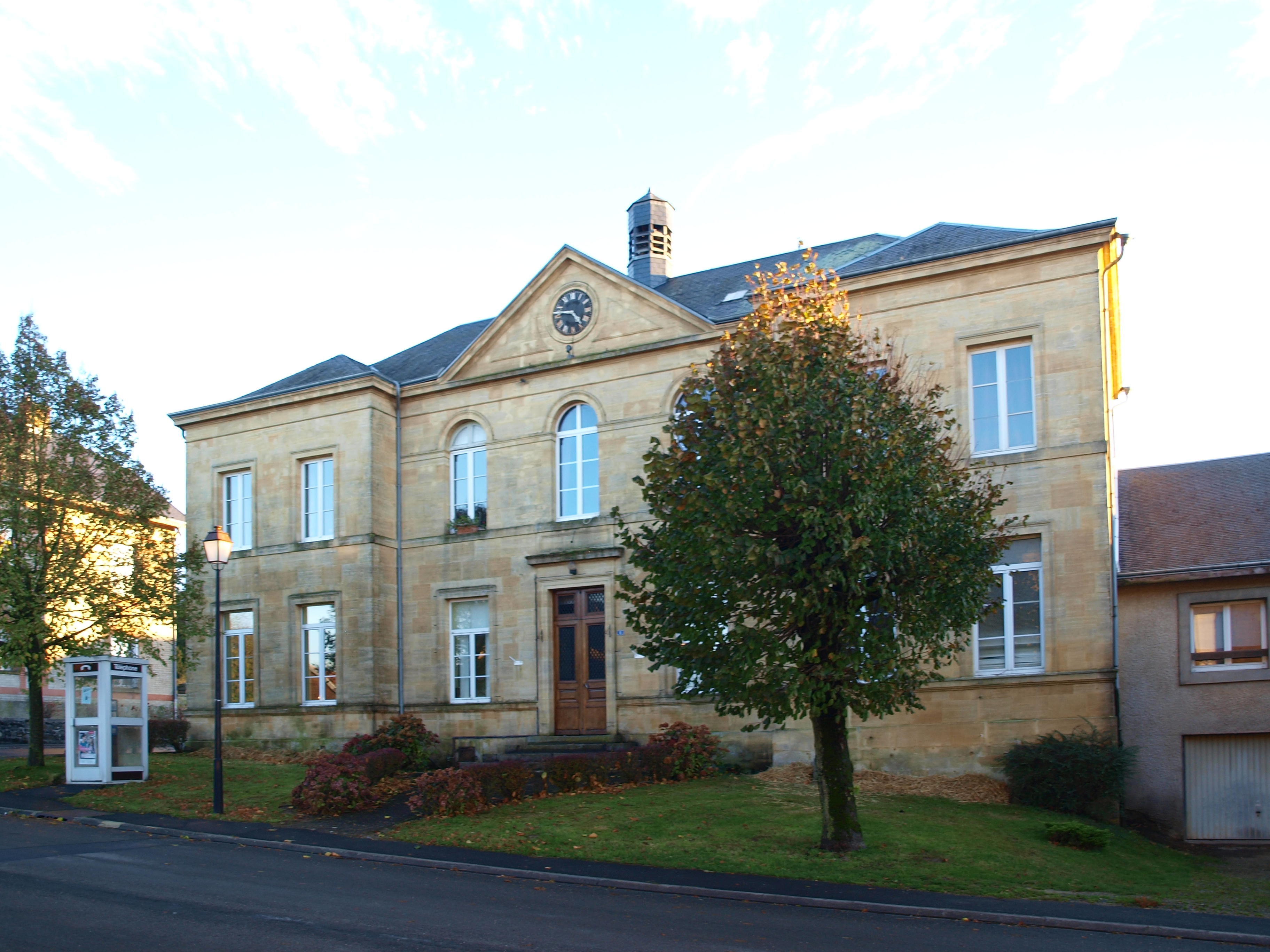
Mairie.